# حادثة نقل دم
يمكن أن تقع حوادث نقل الدم أثناء نقل الدم، ويمكن تصنيفها إلى ثلاث مجموعات:
- حمى نقل الدم غير الانحلالية، وهو رد فعل تحسسي ينتج عن الأجسام المضادة ضد خلايا الدم البيضاء. تشمل الأعراض الحمى والقشعريرة والحكة والشرى وانخفاض نادر في ضغط الدم وضيق التنفس.
- تفاعل نقل الدم الانحلالي الحاد، وعادة ما يحدث بسبب عدم توافق في فصيلة الدم ABO. يحدث هذا النوع من حوادث نقل الدم دائمًا بسبب خطأ بشري. الأعراض التي قد تحدث هي: الأعراض العامة لاضطرابات الدورة الدموية الدقيقة (ألم في منطقة أسفل الظهر، خلف عظم القص وفي العظام الطويلة)، والصدمة، وتخثر منتشر داخل الأوعية، والفشل الكلوي الحاد.

يحدث التفاعل البكتيري أو الحمى بسبب الدم الملوث أو نظام نقل الدم الملوث. تشمل الأعراض الصدمة، ربما بعد بضعة مل فقط، وانحلال الدم المتكرر، والحمى، وربما تلف إنتاني متأخر.